# Ferrera de los Gavitos
Ferrera de los Gavitos (oficialmente en asturiano: Ferrera) es una población perteneciente a la parroquia de Muñás del concejo asturiano de Valdés, en España. 
Está atravesada por el río Muñás y forma un valle, con colinas de labor y bosques de castaño, roble, eucalipto y pino.
Se encuentra a 26,5 kilómetros de Luarca. Su población en 2022 era de 38 habitantes (20 varones y 18 mujeres). 
La economía local se basa, casi en su totalidad, en la agricultura y la ganadería.
El patrón es Santiago Apóstol que tiene una capilla consagrada en su nombre. Desde hace varios años se celebra la festividad de San Lucas el fin de semana más próximo al 18 de octubre. 
Antiguamente existía una capilla en el palacio del Marqués de Ferrera consagrada a San Lucas y la Virgen de la Concepción. 

## Historia
En Ferrera de los Gavitos está la casa solar o palacio del Marqués de Ferrera cuyo primer titular fue Juan Alonso de Navia Arango (siglo XVIII). Se conservan dos palacios, uno el Palacio del Marqués de Ferrera en Luarca y otro el Palacio del Marqués de Ferrera en Avilés. 
Por esta localidad pasa el Camino de Santiago en su ruta interior Las Cruces-Barcia.

## Barrios
| - Ferrera - Los Gavitos - Aldorre - La Barquera |